# River Parish Pipeline System (трубопровід для ЗВГ)
River Parish Pipeline System (трубопровід для ЗВГ) – трубопровідна система в Луїзіані, призначена для транспортування зріджених вуглеводневих газів.
В 20 столітті компанія Texaco створила на півдні Луїзіани систему під назвою TENDS (Texaco Expanded NGL Distribution System) з центральним вузлом на фракціонаторі Генрі, розташованому в районі однойменного газового хабу. Звідси розходились лінії:
-  довжиною 65 миль на схід Наполеонвіля, де знаходиться комплекс підземних сховищ Гран-Байу, звідки за допомогою наступної ділянки довжиною 15 миль забезпечується зв’язок з розташованим на протилежному березі Міссісіппі комплексом сховищ Соренто;
- довжиною 35 миль на північ в район Breaux Bridge, де так само знаходяться підземні сховища та створене сполучення з потужним пропанопроводом Dixie Pipeline, котрий транспортує важливе для комунально-побутового сектору США паливо у напрямку атлантичного узбережжя;
- довжиною 83 милі на захід до району Лейк-Чарльз, відомого як один з центрів нафтохімічної промисловості (тут, зокрема, розташовані хімічний комплекс LCCC та виробничий майданчик компанії Westlake у Сульфур).
В 2009 році розташований в центрі системи фракціонатор Генрі зупинили, а у 2016 році TENDS довжиною біля 300 миль (на окремих ділянках прокладено одразу кілька ліній) разом з меншими VP pipeline (83 милі, з’єднує ГПЗ Веніс з TENDS) та EP pipeline (113 миль) викупила компанія Phillips 66, котра перейменувала їх на River Parish Pipeline System.
Можливо також відзначити, що на півдні Луїзіани діє система транспортування ЗВГ компанії Enterprise Products Partners (Louisiana Pipeline System), яка має схожу з TENDS структуру. 